# Pirostorkú aratinga
A pirostorkú aratinga (Psittacara rubritorquis) a madarak osztályának papagájalakúak (Psittaciformes) rendjébe és a papagájfélék (Psittacidae) családjába tartozó faj.

## Rendszerezése
A fajt Philip Lutley Sclater angol ornitológus írta le 1887-ben, a Conurus nembe Conurus rubritorquis néven.

## Előfordulása
Guatemala, Honduras,Nicaragua és Salvador területén honos. Természetes élőhelyei a szubtrópusi vagy trópusi hegyi esőerdők és száraz erdők. Nomád faj.

## Megjelenése
Testhossza 29 centiméter.
|  |

## Természetvédelmi helyzete
Az elterjedési területe nagyon nagy, egyedszáma pedig stabil. A Természetvédelmi Világszövetség Vörös listáján nem fenyegetett fajként szerepel.